# Fishers Fundamentales Theorem der natürlichen Selektion
Das Fundamentale Theorem der natürlichen Selektion formuliert mathematische Gesetzmäßigkeiten der Populationsgenetik für die Zunahme der Fitness von Organismen.

## Geschichte

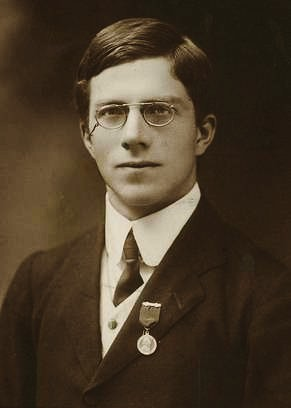
Ronald Fisher (1913)

Das Theorem wurde zuerst von Ronald Fisher in seinem Buch The Genetical Theory of Natural Selection im Jahr 1930 formuliert:

“The rate of increase in fitness of any organism at any time is equal to its genetic variance in fitness at that time.”

„Die Rate der Zunahme an Fitness eines jeden Organismus zu jeder Zeit ist gleich der genetischen Varianz seiner Fitness zu dieser Zeit.“

Oder, in einer moderneren Terminologie:

“The rate of increase in the mean fitness of any organism at any time ascribable to natural selection acting through changes in gene frequencies is exactly equal to its genetic variance in fitness at that time.”

„Der Zuwachs in der mittleren Fitness jedes Organismus, der zu einem beliebigen Zeitpunkt aus der natürlichen Selektion folgt und durch eine Änderung in der Genfrequenz vermittelt wird, ist exakt gleich zur genetischen Varianz in der Fitness zu diesem Zeitpunkt.“

Fisher gab an, es sei „nicht wenig aufschlussreich, so dass es, ähnlich einem Gesetz, die höchste Position unter den biologischen Wissenschaften halten sollte“. Trotzdem wurde es vierzig Jahre lang missverstanden und gelesen, als würde es sagen, dass die durchschnittliche Fitness einer Population immer zunehmen würde, obwohl Modelle zeigten, dass dies nicht der Fall ist. Die Missverständnisse können weithin als ein Ergebnis von Fischers Fehde mit dem amerikanischen Genetiker Sewall Wright gesehen werden, wobei diese hauptsächlich über das Thema der Fitnesslandschaften geführt wurde.
Der Amerikaner George R. Price zeigte 1972 die Richtigkeit von Fishers Theorem und dass der Beweis ebenfalls, bis auf einen oder zwei Tippfehler, richtig ist. (siehe Fischers-Gleichung). Price zeigte, dass die Ergebnisse richtig waren, sah dies aber nicht von großer Signifikanz. Die Raffinesse, auf die Price aufmerksam machte und die das Verständnis schwierig machte, ist, dass das Theorem eine Formel für einen Teil der Veränderungen in der Genfrequenz gibt, jedoch nicht für alle von ihnen. Dies ist ein Teil, der der natürlichen Selektion geschuldet sei.
Neuere Arbeiten (untersucht in Grafen 2003) bauen auf Prices Verständnis in zwei Wegen. Eine zielt darauf ab, das Theorem zu verbessern, indem man es vervollständigt, zum Beispiel indem man eine Formel für die Gesamtheit der Veränderungen in der Genfrequenz findet. Der andere argumentiert, dass die teilweise Änderung in der Tat eine große konzeptionelle Signifikanz besitzt und zielt darauf ab, ähnliche Ergebnisse der teilweisen Änderung in immer allgemeinere populationsgenetische Modelle zu erweitern.
Aufgrund der irritierenden Faktoren sind Tests des fundamentalen Theorem selten. Für ein Beispiel dieses Effektes in einer natürlichen Population, siehe Bolnick, 2007.